# اليوم العالمي لمرض الجذام
يوم مرض الجذام العالمي يُحتفل به عالميّاً في 31 كانون الثاني أو في يوم الأحد الأقرب لزيادة الوعي العام لمرض الجذام أو داء هانسن.تمّ اختيار هذا اليوم تخليداً لذكرى وفاة غاندي ,زعيم الهند الّذي أدرك أهمية مرض الجذام.الجذام هو واحد من أقدم الأمراض الّتي سجّلت في العالم.وهو من الأمراض المزمنة المعدية الّتي تستهدف الجهاز العصبي ,بخاصة الأعصاب في الأجزاء الأبرد من الجسم - اليدين، القدمين، والوجه.